# Domenico Passignano

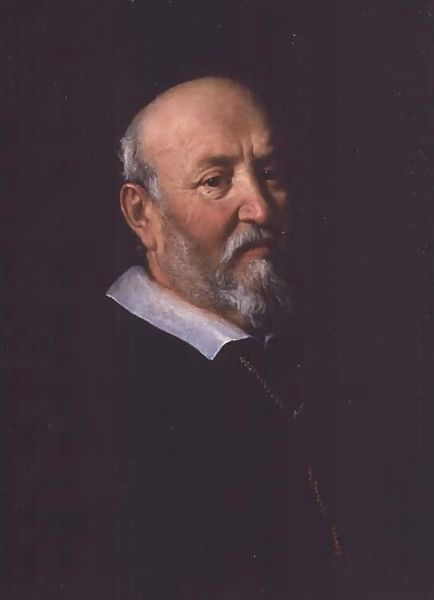
Retrato de Domenico Passignano, por Justus Sustermans.

Domenico Cresti, conocido como Domenico Passignano (Passignano, bautizado el 29 de enero de 1559-Florencia, 17 de mayo de 1638) fue un pintor italiano del Renacimiento tardío o estilo de la Contramaniera que surgió en Florencia hacia finales del siglo XVI.

## Biografía

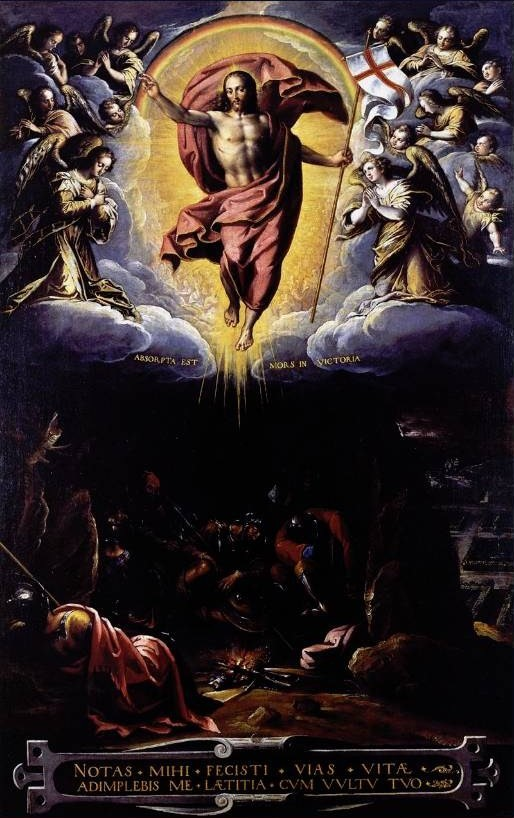
Resurrección de Cristo, Museos Vaticanos, Roma.

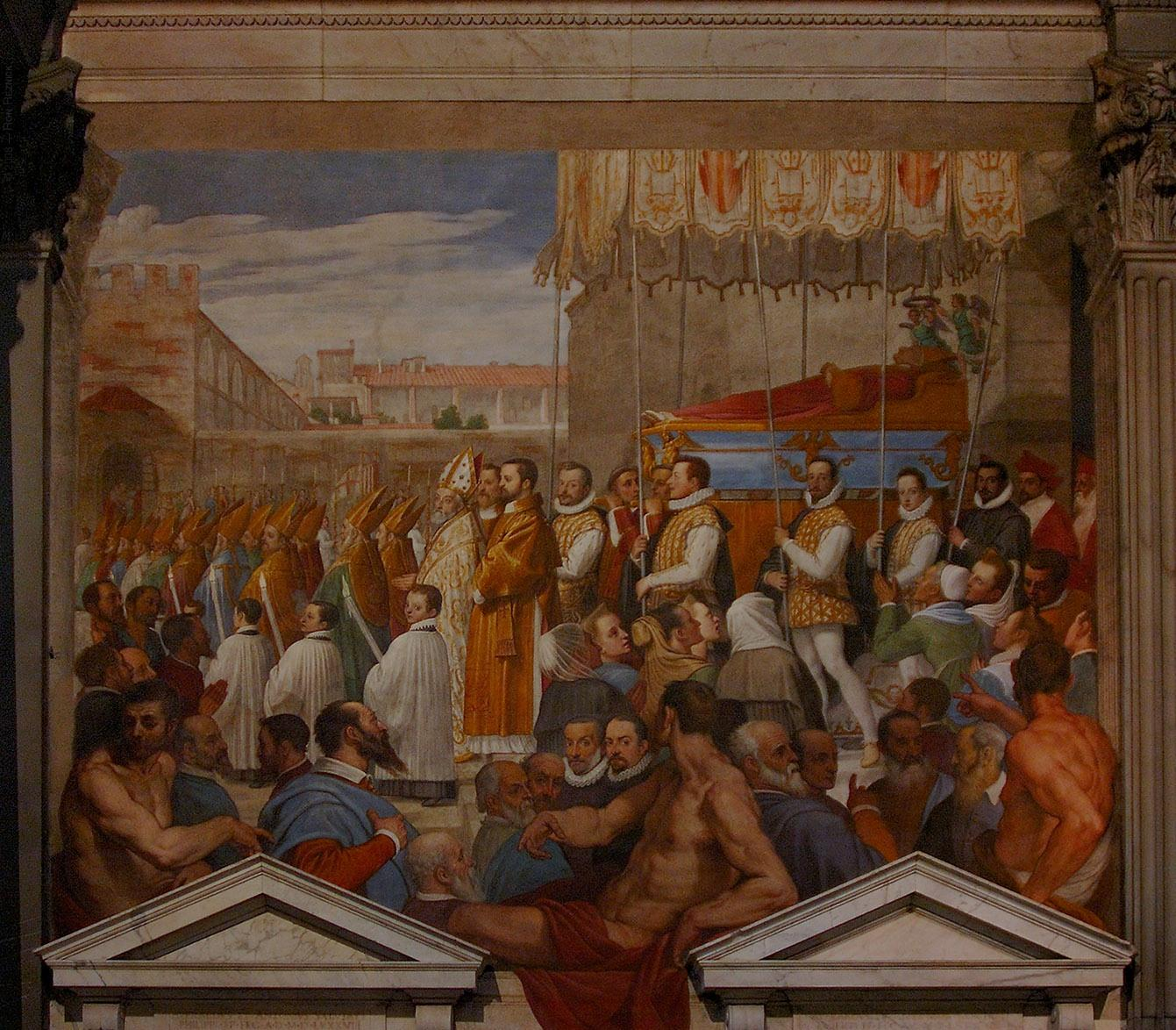
Traslación del cuerpo de San Antonino Pierozzi, San Marco, Florencia.

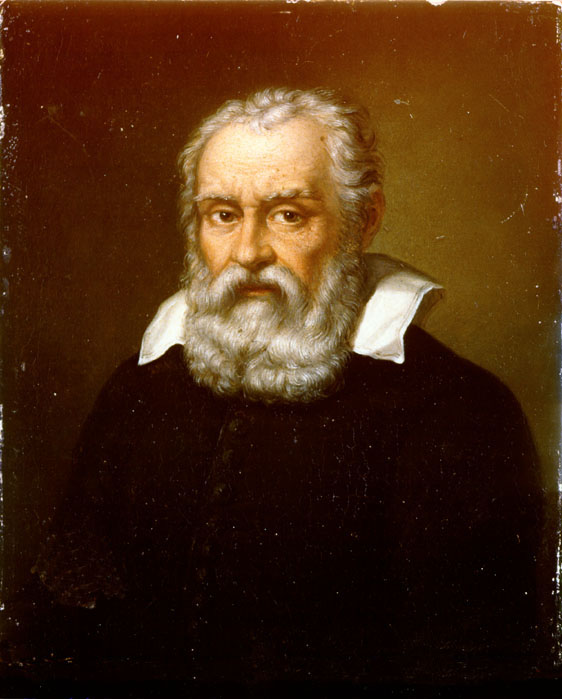
Retrato de Galileo, por Passignano.

Nacido en la localidad de Passignano, en la comuna de Tavarnelle Val di Pesa, de la que tomó el nombre, con solo nueve años fue enviado a Florencia, donde entró en el taller de Girolamo Macchietti y después en el de Giovanni Battista Naldini. Sin embargo, su principal maestro fue Federico Zuccaro, con quién colaboró en la decoración de la cúpula del Duomo de Florencia (1575-1579), que Giorgio Vasari había dejado inconclusa a su muerte. En virtud de esta formación, su estilo inicial está plenamente imbricado en la corriente manierista. Después acompañó a Zuccaro a Roma (1580) y posteriormente a Venecia (1581-1589), donde fue influenciado por el estilo de los grandes maestros venecianos como Tintoretto, Palma el Joven, Tiziano o Paolo Veronese. Gracias a este influjo enriqueció notablemente la riqueza de su paleta. Este nuevo colorido añadió una cualidad atmosférica desconocida hasta entonces en sus obras. 
Volvió a Florencia en 1589 con motivo de las fiestas nupciales del nuevo gran duque Fernando I de Médici con Cristina de Lorena, donde participó en la elaboración de las decoraciones de tal evento. Poco después pintó los frescos de Traslación del cuerpo de San Antonino Pierozzi y Funeral de San Antonino Pierozzi (1589) para la Capilla Salviati en San Marcos, donde se advierte un intento de ajustarse al gusto florentino de la época. En obras posteriores como la Predicación de Juan Bautista (1590) para San Michele Visdomini es más evidente su profundo estudio del estilo veneciano, sobre todo de Tiziano. La influencia de Andrea del Sarto también es importante, como en la mayoría de los manieristas contemporáneos. Pintó una Natividad (1594) para el Duomo de San Martín de Lucca. Otras obras pueden ser encontradas en la iglesia de San Frediano en Pisa al fresco y en la Galería Uffizi. Pintó también famosos retratos de Galileo y Miguel Ángel.
Se le conoce por pintar con gran rapidez, usando menos pintura, y así la mayor parte de sus obras han resultado seriamente dañadas por la acción del tiempo. Su dibujo no es de excepcional calidad, pero sus composiciones son ingeniosas y atractivas. El color que aprendió de los venecianos le ayudaron a obviar sus limitaciones iniciales.
Fue maestro de numerosos artistas de la siguiente generación, como Fabrizio Boschi, Mario Balassi, Cesare Dandini o Simone Pignoni.

## Antología de pinturas
- Ganímedes (Universidad de Oklahoma, Museo de Arte)
- Frescos de la Villa Medicea (Artimino)
  - Alegoría de Castidad 
  - Alegoría de la Fidelidad 
  - Octaviano y Livia
- Danae y la lluvia de oro (c. 1588-95, Palazzo Pitti, Florencia)
- Frescos de la Capilla Salviati (1589, San Marco, Florencia)
  - Funeral de San Antonino Pierozzi
  - Traslación del cuerpo de San Antonino Pierozzi
- Banquete de la Boda del Gran Duque Fernando I de Médici (1590)
- Predicación del Bautista (1590, San Michele Visdomini, Florencia)
- Natividad (1594, Catedral de Lucca)
- Retrato de Francesco de Medici (1596, Accademia delle Arti del Disegno, Florencia)
- Autorretrato (c. 1600-10, Corredor Vasariano, Uffizi, Florencia)
- Baños de San Niccolò (1600, colección privada)
- Cristo crucificado y Virgen de la Misericordia (1601, Arciconfraternita della Misericordia, Livorno)
- Elección de Giovanni Manetto como general de los servitas (1602, Musée Ingres, Montauban)
- Resurrección de Cristo (Museos Vaticanos, Roma)
- Frescos de San Andrea della Valle (Roma)
- San Lucas pintando a la Virgen (Uffizi, Florencia)
- Michelangelo presenta al papa la maqueta de San Pedro (1619, Casa Buonarroti, Florencia)